# Elisabet av Lothringen
Elisabet Renata av Lothringen, född 1574, död 1635, var hertiginna av Bayern och senare kurfurstinna av Pfalz som gift med Maximilian I av Bayern.

## Biografi
Elisabet var dotter till Karl III av Lothringen och Claude av Frankrike. Hon gifte sig med sin kusin Maximilian I av Bayern 1595. Äktenskapet var barnlöst. 
Elisabet beskrivs som livlig och gladlynt i början av sitt äktenskap, men blev med tiden allt mer melankolisk och depressiv. Hon led av sin sterilitet, men relationen till maken i övrigt beskriv som god. Maximilian tillät henne dock inget politiskt inflytande över huvud taget. Elisabet var känd för sitt djupa engagemang i katolicismen och sin asketiska levnadsstil, och följde sin make i hans aktiva religiösa liv. Hon ägnade sig också åt välgörenhet. 
Elisabet avled efter en lång tids sjukdom.